# Romería de la Virgen de Navahonda
La Romería de la Virgen de Navahonda es una vistosa romería celebrada en primavera en el municipio de Robledo de Chavela (Madrid) España. Desde el año 1113, que discurre por el popular camino de Navahonda (sendero GR-10, de Valencia a Lisboa, camino que utilizaban en otros tiempos, como vía pecuaria, los agricultores y ganaderos). Este camino atraviesa, de norte a sur, la Sierra de Guadarrama.
En la página web de Ocio y Turismo de Robledo de Chavela se nos describe de esta manera la celebración:

Como muchas de las fiestas populares, la fecha depende de la del Domingo de Resurrección; cuarenta días después, se celebra la Romería de la Virgen, con la que culmina el festejo. Es una fiesta de gran importancia en Robledo de Chavela por la gran movilización popular, las manifestaciones culturales y la mezcla entre lo religioso y lo profano.
El Domingo de la Ascensión se va a buscar la imagen de la Virgen a su ermita, recorriendo a pie los nueve kilómetros que separan la Ermita de Nuestra Señora de Navahonda de la Iglesia Parroquial de la Asunción de Nuestra Señora. Previamente se ha pujado por conseguir llevar los brazos de la andas de la Virgen y comienza el viaje de vuelta. En el camino se realizan paradas en enclaves determinados como son La Mula, El Alto de Navahonda y la Pasadilla. Desde allí, rodeando el pueblo en procesión se deposita la Virgen en el Altar Mayor de la Iglesia de Nuestra Señora de la Asunción que ha quedado preparada con flores. Es en este día cuando comienzan las Novenas a la Virgen.
El Domingo de Pentecostés comienza la fiesta propiamente dicha; las hermanas de la Cofradía preparan a la Virgen vistiéndola de fiesta y en procesión recorren el pueblo. Al terminar el día, un espectacular castillo de fuegos artificiales precede al baile que congrega a todos los participantes en la Plaza Mayor.
El Domingo de Trinidad, pasada una semana, tiene lugar la Romería que devolverá a la Virgen de Navahonda a su ermita; tras una misa celebrada en la iglesia del pueblo, a las ocho y media de la mañana sale la comitiva, haciendo la primera parada en "La Pasadilla", donde las personas que no pueden acompañarla despiden a la Virgen. En el Alto de Navahonda se detienen a reponer fuerzas con almuerzo tradicional a base de productos locales y continúan hasta la ermita realizando las paradas habituales. Se realiza una nueva puja para entrar a la Virgen y comienzan los bailes de los jóvenes vestidos con su traje regional interpretando "El Rondón" y "Las Seguidillas" (manifestaciones típicamente robledanas).
En la explanada de la ermita continúan los bailes y la convivencia entre todos, participando de la fiesta que se completa con la animación que proviene de los kioscos que previamente han sido subastados para contribuir a las arcas de la Cofradía de la Virgen de Navahonda. Las explanadas y los cercados próximos son utilizados para dar buena cuenta de los almuerzos que son compartidos por la familias o grupos de amigos.
A las siete de la tarde vuelve a salir de la ermita para rodearla a hombros de los cofrades, se celebra la misa y se da por terminada la fiesta, aunque los más jóvenes aprovechan la ocasión para alargar la velada hasta altas horas de la madrugada.

A lo largo del recorrido del camino de Navahonda pueden encontrarse una serie de hitos tradicionales: la Peña de los Hueverizos, la Silla del Cura, El Candíl, El Bizcocho, la Fuente de la Mariquita y El Humilladero. 
 

En Robledo de Chavela también se celebra otra romería en honor a San Antonio de Padua.